# Tangara à coiffe blanche
Sericossypha albocristata
Genre
Espèce
Statut de conservation UICN

 VU A3c : Vulnérable
Le Tangara à coiffe blanche (Sericossypha albocristata), également appelé tangara à calotte blanche, est une espèce de passereaux appartenant à la famille des Thraupidae. C'est la seule espèce du genre Sericossypha.

## Description
Il mesure en moyenne 24 cm de longueur pour un poids de 114 g.

## Répartition
Son aire s'étend sur la partie nord des Andes : de l'ouest de la cordillère de Mérida au centre du Pérou.

## Habitat
Il vit dans les forêts humides (de 1600–3200 m d'altitude) en groupes jusqu'à 20 individus. Les groupes restent en formation serrée, fourrageant souvent ensemble dans un arbre.

## Alimentation
Il mange des fruits, des graines, des hyménoptères et des coléoptères.